# Махсон, Анатолий Нахимович
Махсон, Анатолий Нахимович (род. 15 июня 1949, Городня) — советский и российский учёный, хирург-онколог, специализирующийся  на органосохраняющей хирургии, профессор, бывший главврач Московской городской онкологической больницы № 62.

## Биография
Анатолий Нахимович родился 15 июня 1949 года (город Городня) в семье врачей. Отец - Нахим Евсеевич, военный врач, мать - Бронислава Абрамовна, окулист. В 1972 году закончил лечебный факультет Первого МГМУ им. И.М. Сеченова.  Получив звание кандидата медицинских наук (1981) и имея уже не малый опыт работы хирургом, Махсон поступает в МВТУ имени Баумана, специальность "инженер по медицинской технике", 1992 году защищает докторскую диссертацию.
С 1972 по 2016 гг. проработал в Московской городской больнице № 62, где прошёл путь от рядового хирурга до Главного врача. В 2016 году пациентами стационаров больницы стали более 16 тысяч человек, а врачи провели около 6,5 тысяч операций, более 10 000 человек прошли лечение в дневных стационарах больницы.
В 2011 году Анатолий Нахимович удостоен премии «Призвание» в составе коллектива хирургов МГОБ № 62 в номинации «За проведение уникальной операции, спасшей жизнь человека» — ларингофарингоэктомия с резекцией сегмента пищевода, пластикой дефекта сегментом тонкой кишки на микрососудистых анастомозах и голосовым протезированием.
В 2017 году Анатолий Махсон перешел на работу в ГК «Медси», развивал онкологическую службу.